# Wałerij Żurawlow
Wałerij Jewhenowycz Żurawlow, ukr. Валерій Євгенович Журавльов, ros. Валерий Евгеньевич Журавлёв, Walerij Jewgienjewicz Żurawlow (ur. 28 marca 1952, Ukraińska SRR) – ukraiński piłkarz, grający na pozycji obrońcy, trener piłkarski.

## Kariera piłkarska
W 1973 rozpoczął karierę piłkarską w Nistru Kiszyniów. W 1977 bronił barw klubów Speranța Drochia. W 1978 został piłkarzem Kołosu Nikopol. Latem 1982 odszedł do Awtomobilistu Tyraspol, ale wkrótce powrócił do Kołosu Nikopol, w którym zakończył karierę piłkarza.

## Kariera trenerska
Po zakończeniu kariery piłkarza rozpoczął pracę szkoleniowca. Najpierw przez wiele lat pracował w Szkole Sportowej Kołos Nikopol. W 1989 do maja prowadził Kołos Nikopol, a potem do końca 1989 pracował na stanowisku dyrektora technicznego nikopolskiego klubu. Następnie pomagał trenować Kołos Nikopol. W 2001 został mianowany na stanowisko głównego trenera drużyny amatorskiej Kołos Nikopolski

## Sukcesy i odznaczenia

### Sukcesy piłkarskie
Nistru Kiszyniów
- wicemistrz Pierwoj Ligi ZSRR: 1973

Kołos Nikopol
- mistrz Ukraińskiej SRR: 1979
- wicemistrz Ukraińskiej SRR: 1978

### Sukcesy trenerskie
Kołos Nikopolski
- finalista Puchar Ukrainy wśród amatorów: 2006
- mistrz obwodu dniepropietrowskiego: 2004, 2005, 2006, 2007, 2008, 2009, 2010, 2011, 2012
- zdobywca Pucharu obwodu dniepropietrowskiego: 2005, 2010, 2011
- zdobywca Superpucharu obwodu dniepropietrowskiego: 2011, 2012

### Odznaczenia
- tytuł Mistrza Sportu ZSRR